# Gustavia gigantophylla
Gustavia gigantophylla är en tvåhjärtbladig växtart som beskrevs av Noel Yvri Sandwith. Gustavia gigantophylla ingår i släktet Gustavia och familjen Lecythidaceae. Inga underarter finns listade i Catalogue of Life.